# Saad Al-Mukhaini
Saad Suhail Juma Al-Mukhaini (ur. 6 września 1987) omański piłkarz występujący na pozycji obrońcy w omańskim klubie Fanja SC oraz w reprezentacji Omanu.

## Kariera klubowa
W 2006 roku Al-Mukhaini trafił do Al-Oruba SC. Cztery lata później przeszedł do Al-Suwaiq, gdzie występował tylko przez jeden sezon, a następnie podpisał kontrakt z Fanja SC. W styczniu 2012 roku potwierdził, iż został zaproszony na testy do angielskiego Arsenalu.

## Kariera reprezentacyjna
W 2009 roku Al-Mukhaini zadebiutował w reprezentacji Omanu.